# 24-Stunden-Rennen von Le Mans 1973

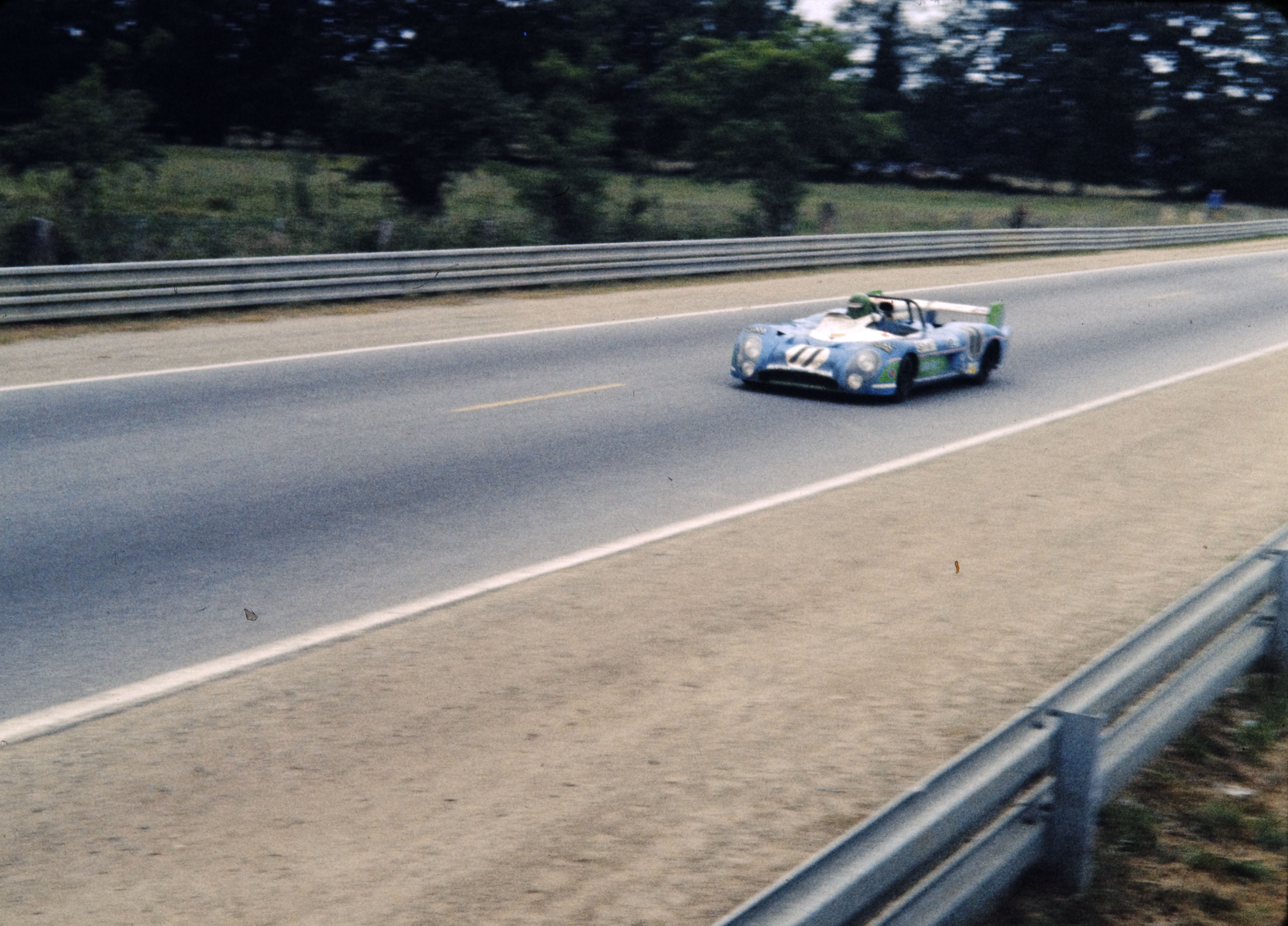
Der siegreiche Matra-Simca MS670B mit Henri Pescarolo am Steuer auf der Ligne Droite des Hunaudieres

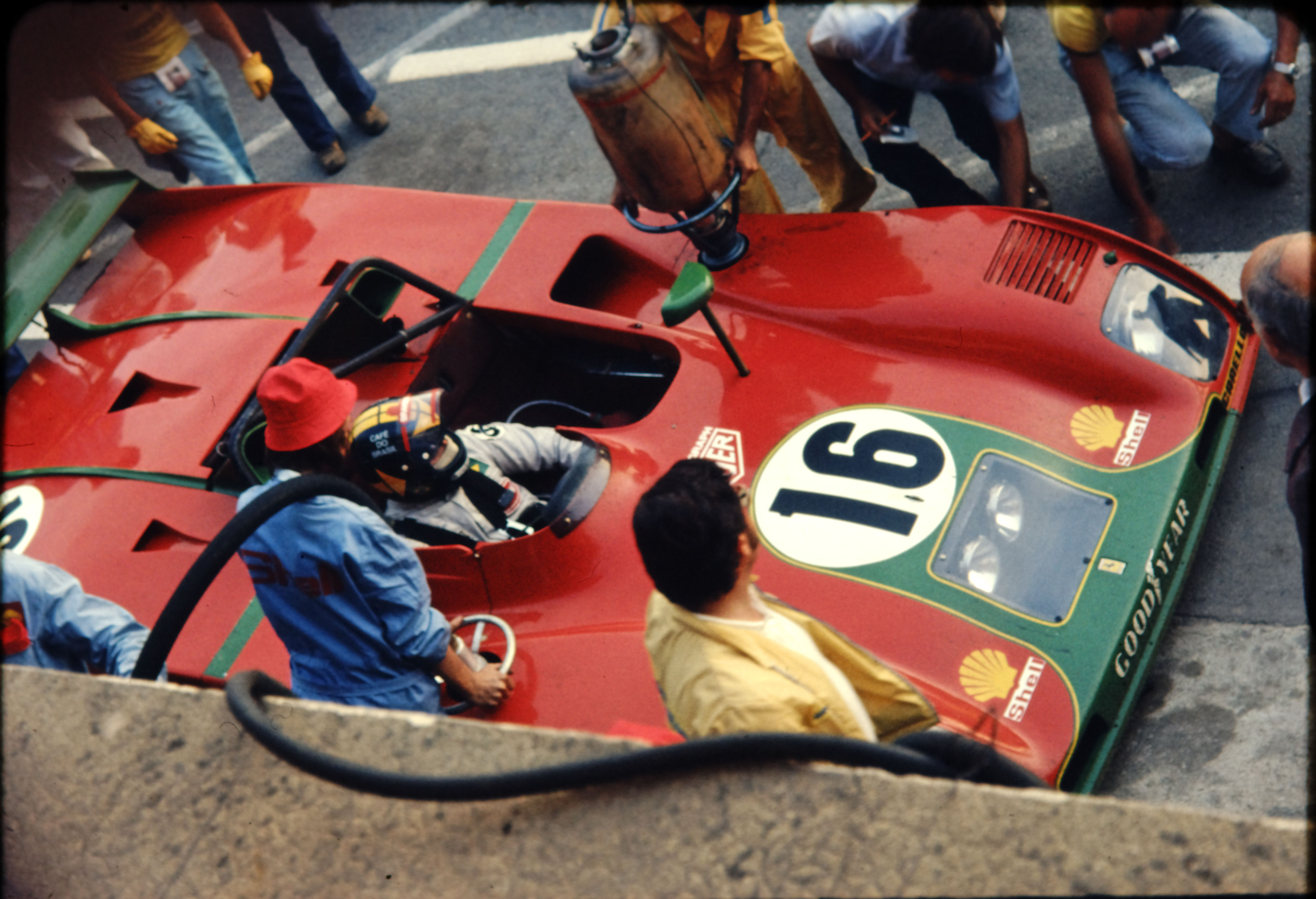
Der zweitplatzierte Ferrari 312PB von Carlos Pace (im Cockpit) und Arturo Merzario beim Boxenstopp

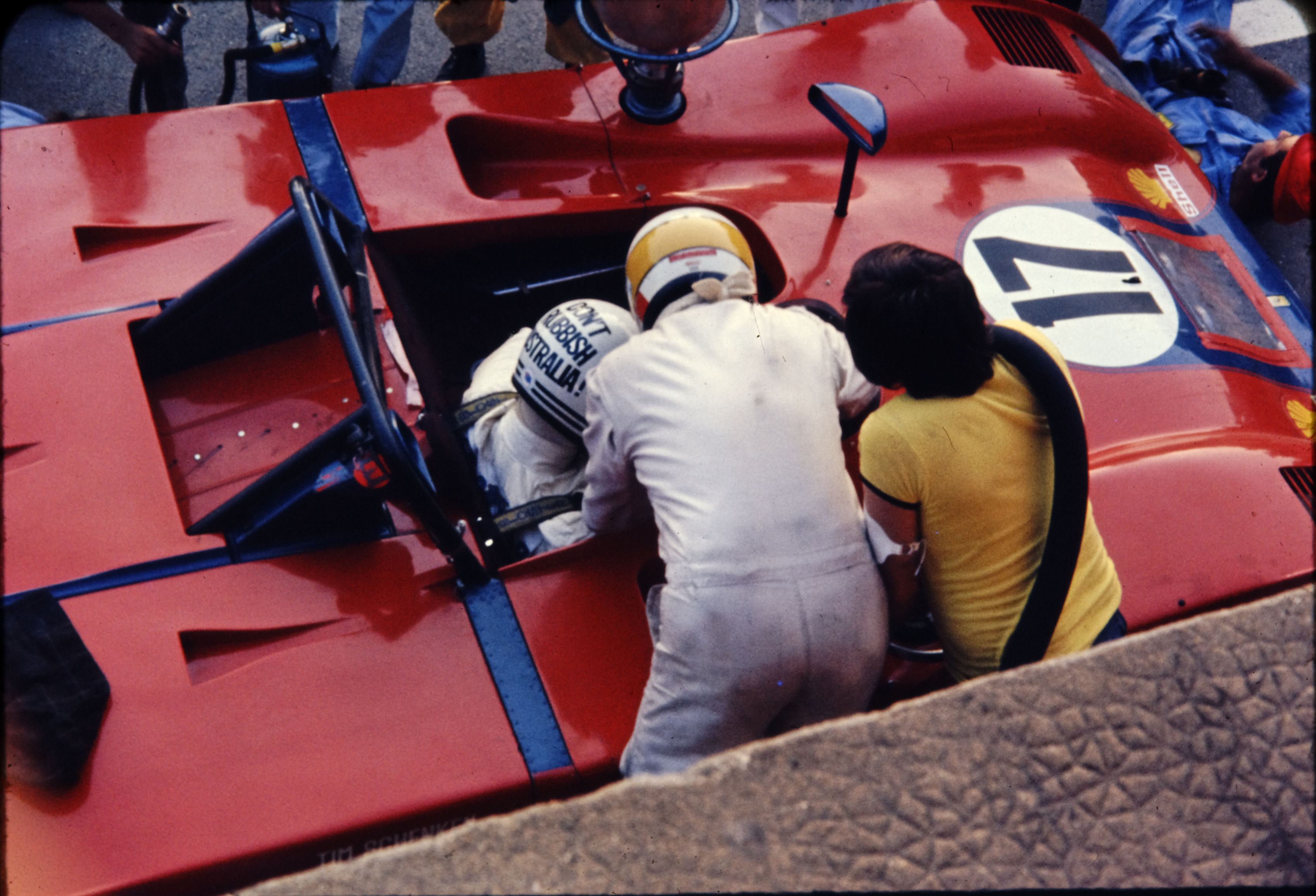
Fahrerwechsel beim Ferrari 312PB mit der Startnummer 17. Carlos Reutemann übergibt den Wagen an Tim Schenken

Das 41. 24-Stunden-Rennen von Le Mans, der 41e Grand Prix d’Endurance les 24 Heures du Mans, auch 24 Heures du Mans, Circuit de la Sarthe, Le Mans, fand vom 9. bis 10. Juni 1973 auf dem Circuit des 24 Heures statt.

## Vor dem Rennen
1973 feierte der Automobile Club de l’Ouest, der Veranstalter des 24-Stunden-Rennens, 50 Jahre Le Mans. 1923 hatte das Langstreckenrennen zum ersten Mal stattgefunden, und die Renngemeinde feierte dieses Jubiläum mit einer Parade historischer Rennfahrzeuge.
Die Nennliste des „richtigen“ 24-Stunden-Rennens umfasste Rennfahrzeuge von Matra, Ferrari, Porsche, Alfa Romeo, BMW und Ford. Mit Sigma Automotive war zum ersten Mal ein Hersteller aus Japan an der Sarthe am Start.
Neben dem Vorjahressieger-Team Matra war Ferrari der erklärte Favorit auf den Gesamtsieg. Die Scuderia hatte im Vorjahr auf eine Teilnahme verzichtet, weil man es den Ferrari 312PB nicht zutraute, die gesamte Renndistanz durchzuhalten. Die drei Werkswagen wurden von den Fahrerpaarungen Jacky Ickx/Brian Redman, Arturo Merzario/Carlos Pace und Tim Schenken/Carlos Reutemann gesteuert. Die Matra-Mannschaft brachte vier Werkswagen nach Le Mans. Auch die Werksmannschaft von Porsche kehrte nach einem Jahr Pause mit zwei Porsche 911 Carrera RSR 3.0 wieder nach Le Mans zurück.
Nach dem Rückzug der Alfa-Werksmannschaft war nur ein privat gemeldeter Tipo 33 am Start. Ligier hatte einen neuen Prototyp entwickelt, den JS2, von denen drei in Le Mans gemeldet waren. John Wyer und seine Techniker hatten ebenfalls einen neuen Sportwagen gebaut, den Mirage M6. Zwei Wagen wurden in Le Mans eingesetzt.
In der GT-Klasse waren neun Ferrari 365 GTB/4 und drei Chevrolet Corvette gemeldet.
In der Tourenwagenklasse standen sich wie in der Tourenwagen-Europameisterschaft die Werksmannschaften von BMW und Ford gegenüber.

## Das Rennen
Vom Start weg entwickelte sich das Rennen zu einem dramatischen Zweikampf zwischen Matra und Ferrari. Die ersten beiden Rennstunden führte der Merzario/Pace-312PB, dessen ursprüngliche Aufgabe es war, als Tempomacher zu fungieren. Nach der zweiten Serie der Boxenstopps übernahmen die Matras die Führung. Aber sowohl der Beltoise/Cevert-Wagen als auch der Depailler/Wollek-MS670B, fielen in Führung liegend mit technischem Defekt aus.
Nach sechs Stunden führten Tim Schenken und Carlos Reutemann im zweiten Werks-Ferrari, stoppten aber um Mitternacht mit einem Motorschaden vor der Mulsanne. Das Rennen wurde erst in der letzten Rennstunde entschieden, als auch der Motor des führenden 312PB von Jacky Ickx und Brian Redman streikte und die Scuderia den ersten Le-Mans-Gesamtsieg seit 1965 eine halbe Stunde vor Rennende verlor.
Henri Pescarolo, mit neuem Teampartner Gérard Larrousse, konnte seinen Vorjahrssieg wiederholen und siegte sicher vor dem Merzario/Pace-312PB, der schon sechs Runden Rückstand hatte. Dritte der Gesamtwertung wurden Jean-Pierre Jaussaud und Jean-Pierre Jabouille, die den vierten Werks-Matra pilotierten.

## Ergebnisse

### Piloten nach Nationen
| 50 Franzosen   | 15 Schweizer | 13 Briten      | 11 Deutsche    | 7 US-Amerikaner |
| 4 Italiener    | 4 Spanier    | 3 Argentinier  | 3 Belgier      | 2 Australier    |
| 2 Ecuadorianer | 2 Japaner    | 2 Neuseeländer | 2 Niederländer | 2 Österreicher  |
| 1 Brasilianer  | 1 Marokkaner | 1 Schwede      |                |                 |

### Schlussklassement
| Pos.               | Klasse  | Nr. | Team                                | Fahrer                                                            | Chassis                 | Motor                  | Reifen | Runden |
| ------------------ | ------- | --- | ----------------------------------- | ----------------------------------------------------------------- | ----------------------- | ---------------------- | ------ | ------ |
| 1                  | S 3.0   | 11  | Equipe Matra-Simca Shell            | Henri Pescarolo Gérard Larrousse                                  | Matra-Simca MS670B      | Matra 3.0L V12         | G      | 355    |
| 2                  | S 3.0   | 16  | SpA Ferrari SEFAC                   | Arturo Merzario Carlos Pace                                       | Ferrari 312PB           | Ferrari 3.0L Flat-12   | G      | 349    |
| 3                  | S 3.0   | 12  | Equipe Matra-Simca Shell            | Jean-Pierre Jaussaud Jean-Pierre Jabouille                        | Matra-Simca MS670B      | Matra 3.0L V12         | G      | 331    |
| 4                  | S 3.0   | 46  | Martini Racing Team                 | Herbert Müller Gijs van Lennep                                    | Porsche 911 Carrera RSR | Porsche 3.0L Flat-6    | D      | 328    |
| 5                  | S 3.0   | 3   | Escuderia Montjuich – Tergal        | Bernard Chenevière Juan Fernández Francisco Torredemer            | Porsche 908/3           | Porsche 3.0L Flat-8    | G      | 319    |
| 6                  | GT 5.0  | 39  | Automobiles Charles Pozzi           | Claude Ballot-Léna Vic Elford                                     | Ferrari 365 GTB/4       | Ferrari 4.4L V12       |        | 316    |
| 7                  | S 3.0   | 4   | Guillermo Ortega – Ecuador Marlboro | Guillermo Ortega Fausto Merello                                   | Porsche 908/1           | Porsche 3.0L Flat-8    | G      | 316    |
| 8                  | GT 3.0  | 45  | Porsche Kremer Racing Team          | Paul Keller Erwin Kremer Clemens Schickentanz                     | Porsche 911 Carrera RSR | Porsche 2.8L Flat-6    | D      | 316    |
| 9                  | GT 5.0  | 40  | Automobiles Charles Pozzi           | Alain Serpaggi José Dolhem                                        | Ferrari 365 GTB/4       | Ferrari 4.4L V12       |        | 315    |
| 10                 | GT 3.0  | 63  | Gelo Racing Team                    | Georg Loos Jürgen Barth                                           | Porsche 911 Carrera RSR | Porsche 2.8L Flat-6    |        | 311    |
| 11                 | T 5.0   | 51  | BMW Motorsport                      | Toine Hezemans Dieter Quester                                     | BMW 3.0CSL              | BMW 3.3L I6            | D      | 307    |
| 12                 | GT +5.0 | 30  | Greder Racing Team                  | Henri Greder Marie-Claude Charmasson                              | Chevrolet Corvette      | Chevrolet 7.0L V8      | M      | 303    |
| 13                 | GT 5.0  | 38  | North American Racing Team          | François Migault Luigi Chinetti jr.                               | Ferrari 365 GTB/4       | Ferrari 4.4L V12       | G      | 299    |
| 14                 | GT 3.0  | 48  | Porsche Sonauto BP Racing           | Peter Gregg Guy Chasseuil                                         | Porsche 911 Carrera RSR | Porsche 2.8L Flat-6    | G      | 298    |
| 15                 | S 3.0   | 60  | Scuderia Brescia Corse              | Carlo Facetti Marsilio Pasotti Teodoro Zeccoli                    | Alfa Romeo Tipo 33TT3   | Alfa Romeo 3.0L V8     | G      | 298    |
| 16                 | GT 3.0  | 41  | Schiller Racing Team                | Jean Selz Florian Vetsch                                          | Porsche 911 Carrera RSR | Porsche 2.7L Flat-6    |        | 297    |
| 17                 | GT 3.0  | 42  | René Mazzia                         | Pierre Mauroy Marcel Mignot                                       | Porsche 911 Carrera RSR | Porsche 2.8L Flat-6    | D      | 290    |
| 18                 | GT 5.0  | 69  | Écurie Léopard                      | Jean-Claude Aubriet Jean-Claude Depince                           | Chevrolet Corvette      | Chevrolet 7.0L V8      |        | 282    |
| 19                 | S 3.0   | 18  | Claude Laurent                      | Claude Laurent Martial Delalande Jacques Marché                   | Ligier JS2              | Maserati 2.9L V6       |        | 270    |
| 20                 | GT 5.0  | 34  | Ecurie Francorchamps                | Jean-Claude Andruet Richard Bond                                  | Ferrari 365 GTB/4       | Ferrari 4.4L V12       | G      | 270    |
| 21                 | S 3.0   | 52  | André Wicky Racing Team             | André Wicky Max Cohen-Olivar Philippe Carron                      | Porsche 908/2           | Porsche 3.0L Flat-8    |        | 270    |
| Ausgefallen        |         |     |                                     |                                                                   |                         |                        |        |        |
| 22                 | S 3.0   | 15  | SpA Ferrari SEFAC                   | Jacky Ickx Brian Redman                                           | Ferrari 312PB           | Ferrari 3.0L Flat-12   | G      | 332    |
| 23                 | GT 5.0  | 6   | North American Racing Team          | Sam Posey Milt Minter                                             | Ferrari 365 GTB/4       | Ferrari 4.4L V12       | G      | 254    |
| 24                 | T 3.0   | 55  | Ford Motorwerke                     | Dieter Glemser John Fitzpatrick Hans Heyer                        | Ford Capri RS           | Ford 3.0L V6           | D      | 239    |
| 25                 | S 2.0   | 25  | Michel Dupont                       | Michel Dupont Paul Blancpain                                      | Chevron B23             | Cosworth FVC 1.8L I4   |        | 229    |
| 26                 | GT 5.0  | 37  | North American Racing Team          | Rubén Luis di Palma Nestor Garcia-Veiga                           | Ferrari 365 GTB/4       | Ferrari 4.4L V12       | G      | 211    |
| 27                 | GT 5.0  | 36  | North American Racing Team          | Lucien Guitteny Bob Grossman                                      | Ferrari 365 GTB/4       | Ferrari 4.4L V12       | G      | 192    |
| 28                 | S 3.0   | 17  | SpA Ferrari SEFAC                   | Tim Schenken Carlos Reutemann                                     | Ferrari 312PB           | Ferrari 3.0L Flat-12   | G      | 182    |
| 29                 | GT 5.0  | 56  | Shark Racing Team                   | Jean-Claude Guérie Cyril Grandet                                  | Ferrari 365 GTB/4       | Ferrari 4.4L V12       |        | 174    |
| 30                 | S 3.0   | 19  | Automobiles Ligier                  | Jean-Pierre Paoli Alain Couderc                                   | Ligier JS2              | Maserati 3.0L V6       | M      | 174    |
| 31                 | S 3.0   | 7   | Équipe Gitanes Cigarettes France    | Jean-Louis Lafosse Reine Wisell Hughes de Fierlant                | Lola T282               | Cosworth DFV 3.0L V8   | G      | 164    |
| 32                 | GT 5.0  | 33  | J.C. Bamford Excavators Ltd.        | Neil Corner Willie Green                                          | Ferrari 365 GTB/4       | Ferrari 4.4L V12       |        | 163    |
| 33                 | S 3.0   | 8   | Gulf Research Racing                | Derek Bell Howden Ganley                                          | Mirage M6               | Cosworth DFV 3.0L V8   | F      | 163    |
| 34                 | T 5.0   | 50  | BMW Motorsport                      | Chris Amon Hans-Joachim Stuck                                     | BMW 3.0CSL              | BMW 3.3L I6            | D      | 160    |
| 35                 | S 3.0   | 10  | Équipe Matra-Simca Shell            | François Cevert Jean-Pierre Beltoise                              | Matra-Simca MS670B      | Matra 3.0L V12         | G      | 157    |
| 36                 | T 3.0   | 53  | Ford Motorwerke                     | Jean Vinatier Helmut Koinigg Gerry Birrell                        | Ford Capri RS           | Ford 3.0L V6           | D      | 152    |
| 37                 | S 2.0   | 22  | Raymond Touroul                     | Raymond Touroul Jean-Pierre Rouget                                | Porsche 910             | Porsche 2.0L Flat-6    | D      | 142    |
| 38                 | GT 3.0  | 49  | Jean Égreteaud                      | Jean Égreteaud Jean-Claude Lagniez                                | Porsche 911 Carrera RSR | Porsche 2.8L Flat-6    |        | 139    |
| 39                 | S 3.0   | 9   | Gulf Research Racing                | Mike Hailwood John Watson Vern Schuppan                           | Mirage M6               | Cosworth DFV 3.0L V8   | F      | 112    |
| 40                 | GT 3.0  | 44  | Porsche Club Romand                 | Jean-François Piot Peter Zbinden                                  | Porsche 911 Carrera RSR | Porsche 2.8L Flat-6    | D      | 110    |
| 41                 | GT 3.0  | 43  | Max Moritz Racing Team              | Gerd Quist Manfred Laub Jürgen Zink                               | Porsche 911 Carrera RSR | Porsche 2.8L Flat-6    | G      | 103    |
| 42                 | GT 3.0  | 78  | Jean Sage                           | Hervé Bayard René Ligonnet                                        | Porsche 911 Carrera RSR | Porsche 2.8L Flat-6    |        | 95     |
| 43                 | S 2.0   | 21  | Pierre Maublanc                     | Pierre Maublanc Robert Mieusset                                   | Chevron B23             | BMW 2.0L I4            |        | 90     |
| 44                 | S 3.0   | 14  | Equipe Matra-Simca Shell            | Patrick Depailler Bob Wollek                                      | Matra-Simca MS670B      | Matra 3.0L V12         | G      | 84     |
| 45                 | S 2.0   | 28  | Jacques Henry                       | Jacques Henry Fred Stalder Bernard Grobot                         | Lola T290               | Cosworth FVC 1.9L I4   | G      | 84     |
| 46                 | S 3.0   | 5   | Duckhams Oil                        | Alain de Cadenet Chris Craft                                      | Duckhams LM             | Cosworth DFV 3.0L V8   | D      | 81     |
| 47                 | S 2.5   | 26  | Sigma Automotive                    | Tetsu Ikuzawa Hiroshi Fushida Patrick Dal Bo                      | Sigma MC73              | Mazda 12A 2.3L 2-Rotor | B      | 79     |
| 48                 | S 3.0   | 47  | Martini Racing Team                 | Reinhold Joest Claude Haldi                                       | Porsche 911 Carrera RSR | Porsche 3.0L Flat-6    | D      | 54     |
| 49                 | S 2.0   | 27  | Escuderia Montjuich                 | José Juncadella Jorge de Bagration                                | Chevron B23             | Cosworth FVC 1.9L I4   |        | 52     |
| 50                 | S 3.0   | 61  | Daniel Rouveyran                    | Daniel Rouveyran Christian Mons Christian Ethuin                  | Lola T280/82            | Cosworth DFV 3.0L V8   |        | 38     |
| 51                 | GT +5.0 | 29  | John Greenwood                      | John Greenwood Bob Johnson                                        | Chevrolet Corvette      | Chevrolet 7.0L V8      | BF     | 37     |
| 52                 | S 3.0   | 62  | Automobiles Ligier                  | Guy Ligier Jacques Laffite                                        | Ligier JS2              | Maserati 3.0L V6       | M      | 24     |
| 53                 | S 2.0   | 2   | Blancpain Total Dinitrol            | Roger Dubos Christine Beckers Pierre Pagani                       | Chevron B21/23          | Coswort FVC 1.8L I4    |        | 9      |
| 54                 | T 3.0   | 54  | Ford Motorwerke                     | Gerry Birrell Hans Heyer                                          | Ford Capri              | Ford 3.0L V6           | D      | 4      |
| 55                 | T 5.0   | 58  | André Wicky Racing Team             | Walter Brun Cox Kocher Jean-Pierre Aeschlimann                    | BMW 3.0CSL              | BMW 3.3L I6            | F      | 1      |
| Nicht qualifiziert |         |     |                                     |                                                                   |                         |                        |        |        |
| 56                 | S 2.0   | 66  | Promoto Racing Services             | Brian Robinson José Uriarte Hervé Le Guellec                      | Chevron B21             | Corworth FVC 3.0L V8   |        | 1      |
| 57                 | GTS     | 75  | Porsche Club Romand                 | Pierre Greub Philippe Farjon Paul Keller                          | Porsche 911 Carrera RSS | Porsche 2.8L Flat-6    |        | 2      |
| 58                 | GTS     | 68  | John Greenwood                      | Ron Grable John Greendyke Don Yenko Robert Johnson John Greenwood | Chevrolet Corvette      | Chevrolet 7.0L V8      |        | 3      |
| 59                 | S 3.0   | 57  | Christian Poirot                    | Christian Poirot Jean Rondeau Jürgen Barth Joel Bonnemaison       | Porsche 908/02          | Porsche 3.0L Flat-8    |        | 4      |
| 60                 | GTS     | 84  | Louis Meznarie                      | Jean-Claude Boucher Jacques Guérin Didier Jaunet                  | Porsche 911 Carrera RSS | Porsche 2.8L Flat-6    |        | 5      |
| 61                 | S 2.0   | 65  | Michel Elkoubi                      | Massimo Martini Yves Martin Ugo Locatelli                         | ACE PB2                 | Ford 2.0L V8           |        | 6      |

1 nicht qualifiziert
2 nicht qualifiziert
3 nicht qualifiziert
4 nicht qualifiziert
5 nicht qualifiziert
6 nicht qualifiziert

### Nur in der Meldeliste
Hier finden sich Teams, Fahrer und Fahrzeuge die ursprünglich für das Rennen gemeldet waren, aber aus den unterschiedlichsten Gründen daran nicht teilnahmen.
| Pos. | Klasse    | Nr. | Team                           | Fahrer                                                                                  | Chassis                   | Motor                | Reifen |
| ---- | --------- | --- | ------------------------------ | --------------------------------------------------------------------------------------- | ------------------------- | -------------------- | ------ |
| 62   | S 3.0     | 1   | Scuderia Jolly Club            | Giorgio Schön Jean Bernard de Canonico                                                  | Lola T282                 | Cosworth DFV 3.0L V8 |        |
| 63   | S 3.0     | 2   | Paul Blancpain Racing          | Reinhold Joest Mario Casoni Paul Blancpain Roger Dubois Christine Beckers Pierre Pagani | Porsche 908/03            | Porsche 3.0L Flat-8  |        |
| 64   | S 3.0     | 10  | North American Racing Team     |                                                                                         | Ferrari 312P              | Ferrari 3.0L Flat-12 |        |
| 65   | S 2.0     | 20  | Galia Autor Filipinetti        |                                                                                         | Lola T292                 | Chevrolet 2.0L V8    |        |
| 66   | S 3.0     | 23  | Bonnier BIP                    | Mário de Araújo Cabral Carlos Santos                                                    | Lola T292                 | Cosworth DFV 3.0L V8 |        |
| 67   | S 3.0     | 24  | Bonnier BIP                    | Carlos Caspar José Dolhem Jorge Pinhol                                                  | Lola T292                 | Cosworth DFV 3.0L V8 |        |
| 68   | GTS 3.0   | 32  | André Wicky Racing Team        | André Wicky Pierre-François Rousselot Gérard Foucault                                   | Porsche 911 Carrera RSR   | Porsche 3.0L Flat-6  |        |
| 69   | GTS 5.0   | 35  | Motul Defence Mondial          | Max Jean Christian Ethuin Patrice Compain                                               | Ferrari 365 GTB/4 Daytona | Ferrari 4.4L V12     |        |
| 70   | GTS + 5.0 | 44  | Franco Britanic Auto Ltd.      | Jean Vinatier Guy Chasseuil                                                             | De Tomaso Pantera         | Ford 5.0L V8         |        |
| 71   | GTS + 5.0 | 45  | André Wicky Racing Team        | André Wicky Pierre-Francois Rousselot                                                   | De Tomaso Pantera         | Ford 5.0L V8         |        |
| 72   | S 3.0     | 59  | Duckhams Oil                   |                                                                                         | Duckhams LM               | Cosworth DFV 3.0L V8 |        |
| 73   | S 3.0     | 63  | Gelo Racing Team               | Georg Loos Jürgen Barth                                                                 | Porsche 908               | Porsche 3.0L Flat-8  |        |
| 74   | GTS 3.0   | 64  | Escuderia Montjuich            | Roger Clark José Juncadella Peter Hanson                                                | Porsche 911 Carrera RSR   | Porsche 3.0L Flat-6  |        |
| 75   | S 2.0     | 67  | Usine GRAC                     | Christian Mons Francois Guerre-Berthelot                                                | Grac MT16                 | Ford 2.0L I4         |        |
| 76   | GTS + 5.0 | 70  | North American Racing Team     | Dave Heinz Bob Johnson                                                                  | Chevrolet Corvette        | Chevrolet 7.0L V8    |        |
| 77   | GRS + 5.0 | 71  | Scuderia Jolly Club            | Cristiano Del Balzo Marcello Gallo                                                      | De Tomaso Pantera         | Ford 5.0L V8         |        |
| 78   | GTS + 5.0 | 72  | Momo Racing Team               | Corrado Manfredini Giancarlo Gagliardi                                                  | De Tomaso Pantera         | Ford 5.0L V8         |        |
| 79   | GTS 5.0   | 74  | Jean Mésange                   | Jean Mésange                                                                            | Ferrari 365 GTB/4 Daytona | Ferrari 4.4L V12     |        |
| 80   | GTS 3.0   | 76  | Claude Haldi                   | Claude Haldi Arthur Blank                                                               | Porsche 911 Carrera RSR   | Porsche 3.0L Flat-6  |        |
| 81   | GTS 3.0   | 80  | Claude Buchet                  | Claude Buchet Dominique Tiry Jean-Paul Agére                                            | Porsche 911 Carrera RSR   | Porsche 3.0L Flat-6  |        |
| 82   | GTS 3.0   | 81  | Ennio Bonomelli                | Ennio Bonomelli Pino Pica Giorgio Pianta                                                | Porsche 911 Carrera RSR   | Porsche 3.0L Flat-6  |        |
| 83   | GTS 3.0   | 82  | Kauhsen Racing Team            | Willi Kauhsen Clemens Schickentanz                                                      | Porsche 911 Carrera RS    | Porsche 3.0L Flat-6  |        |
| 84   | TS 5.0    | 86  | BMW Motorsport                 | Harald Menzel Vittorio Brambilla                                                        | BMW 3.0CSL                | BMW 3.3L I6          |        |
| 85   | GTS 5.0   |     | Ets. Thepenier                 |                                                                                         | Maserati Bora             |                      |        |
| 86   | GTS 5.0   |     | Ets. Thepenier                 |                                                                                         | Maserati Bora             |                      |        |
| 87   | S 3.0     |     | Autodelta SpA                  |                                                                                         | Alfa Romeo T33            | Alfa Romeo 3.0L V8   |        |
| 88   | S 3.0     |     | Autodelta SpA                  |                                                                                         | Alfa Romeo T33            | Alfa Romeo 3.0L V8   |        |
| 89   | S 3.0     |     | Autodelta SpA                  |                                                                                         |                           |                      |        |
| 90   | S 3.0     |     | Archambaud Racing              | Gérard Larrousse Hervé Bayard                                                           | Lola T292                 | Cosworth DFV 3.0L V8 |        |
| 91   | GTS       |     | André Wicky Racing Team        | Philippe Carron                                                                         | Porsche 911S              | Porsche 2.8L Flat-6  |        |
| 92   | GTS 3.0   |     | Jean Sage                      | Peter Zbinden Jean Sage                                                                 | Porsche 911S              | Porsche 2.8L Flat-6  |        |
| 93   | S 3.0     |     | Heinz Schulthess               | Heinz Schulthess                                                                        | Lola T292                 | Cosworth DFV 3.0L V8 |        |
| 94   | TS 3.0    |     | Jean-François Piot             | Jean-François Piot Jacques Charles                                                      | Ford Capri 2600RS         | Ford 3.0L V6         |        |
| 95   |           |     | Michel Lateste                 | Michel Lateste                                                                          | Ford Capri 2600RS         | GRAC MT14S           |        |
| 96   | S 3.0     | 4   | Pierre Crapel                  |                                                                                         | Ylcara                    |                      |        |
| 97   | S 2.0     | 25  | Bernd Becker                   | Bernd Becker Elmar Clevar Harald Link                                                   | Porsche 910               | Porsche 2.0L Flat-6  |        |
| 98   | S 2.0     | 27  | André Wicky Racing Team        |                                                                                         | Porsche 907               | Porsche 2.0L Flat-6  |        |
| 99   | S 2.0     | 28  | Jacques Durant                 | Jean-Louis Gama Jacques Morel Robini                                                    | Jidé                      |                      |        |
| 100  | S 2.0     | 31  | Media-Courses                  | Yves Courage                                                                            | Lola T292                 | Cosworth FVC 1.8L I4 |        |
| 101  | S 2.0     | 33  | Promoto Racing Services        | Emile Elias Jean Bellec                                                                 | Rawlson CR11              |                      |        |
| 102  | S 2.0     | 35  | Hine International Enterprises | Roger Clark José Juncadella                                                             | Chevron B23               | Cosworth FVC 1.8L I4 |        |
| 103  | S 2.0     | 36  | Galia Autor Filipinetti        |                                                                                         | Lola T290                 | Cosworth FVC 1.8L I4 |        |
| 104  | S 2.0     | 37  | Francesco Torredemer           |                                                                                         | Lola T290                 | Cosworth FVC 1.8L I4 |        |
| 105  | GTS + 5.0 | 47  | Momo Racing Team               | Giampiero Moretti                                                                       | De Tomaso Pantera         | Ford 5.0L V8         |        |
| 106  | S 3.0     | 48  | Porsche System Engineering     | Claude Haldi Helmuth Koinegg                                                            | Porsche 911 Carrera RSR   | Porsche 3.0L Flat-6  |        |
| 107  | GTS 5.0   | 56  | Maranello Concessionaires      |                                                                                         | Ferrari 365 GTB/4 Daytona | Ferrari 4.4L V12     |        |
| 108  | GTS 3.0   | 60  | Gérard Darton-Merlin           | Gérard Darton-Merlin                                                                    | Porsche 911 Carrera RS    | Porsche 3.0L Flat-6  |        |
| 109  | GTS 3.0   | 62  | Boeri Racing                   | Ernst Kraus                                                                             | Porsche 911 Carrera RS    | Porsche 3.0L Flat-6  |        |
| 110  | GTS 3.0   | 72  | Scuderia Brescia Corse         | Enrico Pasolini Vincenzo Cazzago                                                        | Porsche 911 Carrera RS    | Porsche 3.0L Flat-6  |        |
| 111  | GTS 5.0   | 73  | Galia Autor Filipinetti        |                                                                                         | Ferrari 365 GTB/4 Daytona | Ferrari 4.4L V12     |        |
| 112  | GTS 3.0   | 73  | Nicolas Koob                   | Nicolas Koob                                                                            | Porsche 911 Carrera RS    | Porsche 3.0L Flat-6  |        |
| 113  | GTS 3.0   | 77  | Crowne Racing                  | Chris Craft Martin Birrane                                                              | Porsche 911 Carrera RS    | Porsche 3.0L Flat-6  |        |
| 114  | GTS 2.5   | 78  | Clive Baker                    | Clive Baker Hatton                                                                      | Ferrari Dino 246GT        | Ferrari 2.5L V6      |        |
| 115  | GTS 2.5   | 79  | Motor Race Consultants         | Gordon Spice Guy Edwards Robert Grant                                                   | Datsun 240Z               |                      |        |
| 116  | TS 3.0    | 80  | Shark Racing Team              | Cyril Grandet Jean-Claude Guérie Joel Bonnemaison                                       | Ford Capri 2600RS         | Ford 3.0L V6         |        |
| 117  | TS 5.0    | 87  | Marabant Racing Team           | Willy Braillard Jean Xhenceval                                                          | BMW 3.0CSL                | BMW 3.3L I6          |        |
| 118  | S 3.0     | 88  | Daniel Rouveyran               |                                                                                         | Lola T292                 | Cosworth DFV 3.0L V8 |        |
| 119  | S 2.0     | 89  | Tony Goodwin                   | Tony Goodwin Gilles Doncieux                                                            | Dulon LD10                | Cosworth FVC 1.8L I4 |        |
| 120  | S 2.0     | 91  | Scuderia Jolly Club            |                                                                                         | AMS 273                   | Cosworth FVC 1.8L I4 |        |
| 121  | GTS + 5.0 | 93  | Tony DeLorenzo                 |                                                                                         | Chevrolet Corvette        | Chevrolet 7.0L V8    |        |

### Index of Performance
| Pos. | Nr. | Fahrer                     | Chassis           | Koeffizient | Platzierung im Gesamtklassement |
| ---- | --- | -------------------------- | ----------------- | ----------- | ------------------------------- |
| 21   | 40  | Alain Serpaggi José Dolhem | Ferrari 365 GTB/4 | 0.0000      | Rang 9                          |

1 Nur ein Fahrzeug in der Wertung, kein Sieger

### Klassensieger
| Klasse                      | Fahrer          | Fahrer                  | Fahrer               | Fahrzeug                | Platzierung im Gesamtklassement |
| --------------------------- | --------------- | ----------------------- | -------------------- | ----------------------- | ------------------------------- |
| Index of Thermal Efficiency | Paul Keller     | Erwin Kremer            | Clemens Schickentanz | Porsche 911 Carrera RSR | Rang 8                          |
| Sportwagen                  | Henri Pescarolo | Gérard Larrousse        |                      | Matra MS670B            | Gesamtsieg                      |
| GTS über 5000 cm³           | Henri Greder    | Marie-Claude Charmasson |                      | Chevrolet Corvette      | Rang 12                         |
| GTS bis 5000 cm³            | Vic Elford      | Claude Ballot-Léna      |                      | Ferrari 365 GTB/4       | Rang 6                          |
| Touring Spezial             | Toine Hezemans  | Dieter Quester          |                      | BMW 3.0CSL              | Rang 11                         |

### Renndaten
- Gemeldet: 121
- Gestartet: 55
- Gewertet: 21
- Rennklassen: 5
- Zuschauer: unbekannt
- Ehrenstarter des Rennens: Sylvain Floriat, Geschäftsführer von Matra
- Wetter am Rennwochenende: warm und sonnig
- Streckenlänge: 13,640 km
- Fahrzeit des Siegerteams: 24:00:00,000 Stunden
- Gesamtrunden des Siegerteams: 356
- Distanz des Siegerteams: 4853,945 km
- Siegerschnitt: 202,247 km/h
- Pole Position: Arturo Merzario – Ferrari 312PB (#16) – 3:37,500 = 225,766 km/h
- Schnellste Rennrunde: Francois Cevert – Matra-Simca MS670B (#10) – 3:39,600 = 223,607 km/h
- Rennserie: 8. Lauf zur Sportwagen-Weltmeisterschaft 1973